# Neuilly (Eure)
Neuilly (französisch [nøji]) ist eine französische Gemeinde mit 174 Einwohnern (Stand 1. Januar 2022) im Département Eure in der Region Normandie (vor 2016 Haute-Normandie). Sie gehört zum Arrondissement Les Andelys (bis 2017 Évreux) und zum Kanton Pacy-sur-Eure.

## Geografie
Neuilly liegt etwa 25 Kilometer ostsüdöstlich von Évreux. Die Eure begrenzt die Gemeinde im Osten. Umgeben wird Neuilly von den Nachbargemeinden Merey im Norden und Nordwesten, Breuilpont im Norden und Nordosten, Bueil im Osten, Garennes-sur-Eure im Süden, La Couture-Boussey im Südwesten sowie Épieds im Westen und Nordwesten.

## Bevölkerungsentwicklung
| 1962                       | 1968 | 1975 | 1982 | 1990 | 1999 | 2006 | 2018 |
| -------------------------- | ---- | ---- | ---- | ---- | ---- | ---- | ---- |
| 104                        | 120  | 117  | 107  | 118  | 120  | 135  | 181  |
| Quellen: Cassini und INSEE |      |      |      |      |      |      |      |

## Sehenswürdigkeiten
- Kirche Saint-Denis
- Schloss La Folletière, Monument historique seit 1951